# Хангай
Ханга́й (монг. Хангайн нуруу) — хребет в Монголии.
Хангай находится в западной и центральной частях Монголии, примерно в 400 километрах западнее столицы страны — Улан-Батора. Хребет вытянут на северо-запад и лежит на территории аймаков Архангай, Баянхонгор, Уверхангай и Завхан. Расположен на Монгольском плоскогорье, протяжённость хребта около 700 километров. На юге Хангай ограничен полупустынной Долиной Озёр, на западе — полупустынной Котловиной Больших Озёр, на севере — смежен с отрогами Восточного Саяна. С востока постепенно переходит в низкогорья, смыкающиеся с таковыми западных окраин гор Хэнтэй.
В Хангайских горах берут своё начало реки Орхон, Идэр, Хануй-Гол (все три — притоки Селенги), Завхана, Онги. Северные склоны Хангая покрыты лиственничной тайгой, в самой высокой части гор — горная тундра. В таёжной и тундровой зонах развита вечная мерзлота. Имеются также горячие целебные источники. Наивысшей точкой Хангая является гора Отгон-Тэнгэр-Ул, высотой в 4 031 м, находящаяся на территории аймака Завхан.